# So Divided
So Divided es el quinto álbum de estudio de la banda estadounidense …And You Will Know Us by the Trail of Dead. Fue lanzado el 14 de noviembre de 2006 por la discográfica Interscope. Es la continuación de la expansión del sonido del grupo, como ya ocurrió en su disco anterior Worlds Apart.

## Listado de canciones
1. "Intro: A Song of Fire and Wine" – 1:42
2. "Stand in Silence" – 4:35
3. "Wasted State of Mind" – 5:27
4. "Naked Sun" – 6:04
5. "Gold Heart Mountain Top Queen Directory" (Robert Pollard) – 2:14
6. "So Divided" – 6:29
7. "Life" – 5:59
8. "Eight Day Hell" – 2:09
9. "Witch's Web" – 4:11
10. "Segue: Sunken Drams" – 2:19
11. "Sunken Dreams" – 5:05

Canción adicional en la edición japonesa
1. "Witch's Web" (Versión original)